# Ciudad del Teatro
La Ciudad del Teatro de Barcelona es un amplio complejo de instalaciones para la formación y representación teatral, que se encuentra situada al final de la calle Lérida, justo en la frontera entre el barrio de La Francia Chica (en la parte norte del Pueblo Seco) y el parque de Montjuic.
Comprende el Mercado de las Flores, en la plaza interior llamada de Margarita Xirgú; el Teatro Libre, en el antiguo Palacio de la Agricultura construido para la Exposición Internacional de Barcelona (1929), que acoge una sala principal (Sala Fabián Puigserver) y una más reducida, el Espacio Libre; y, finalmente, el nuevo edificio del Instituto del Teatro. 
Asimismo, en un sentido más amplio se pueden considerar también incorporados, dado su proximidad, el Barcelona Teatro Musical, situado en el recinto del antiguo Palacio de los Deportes de Barcelona, y el Teatro Griego, que acoge las representaciones teatrales de la temporada de verano al aire libre.

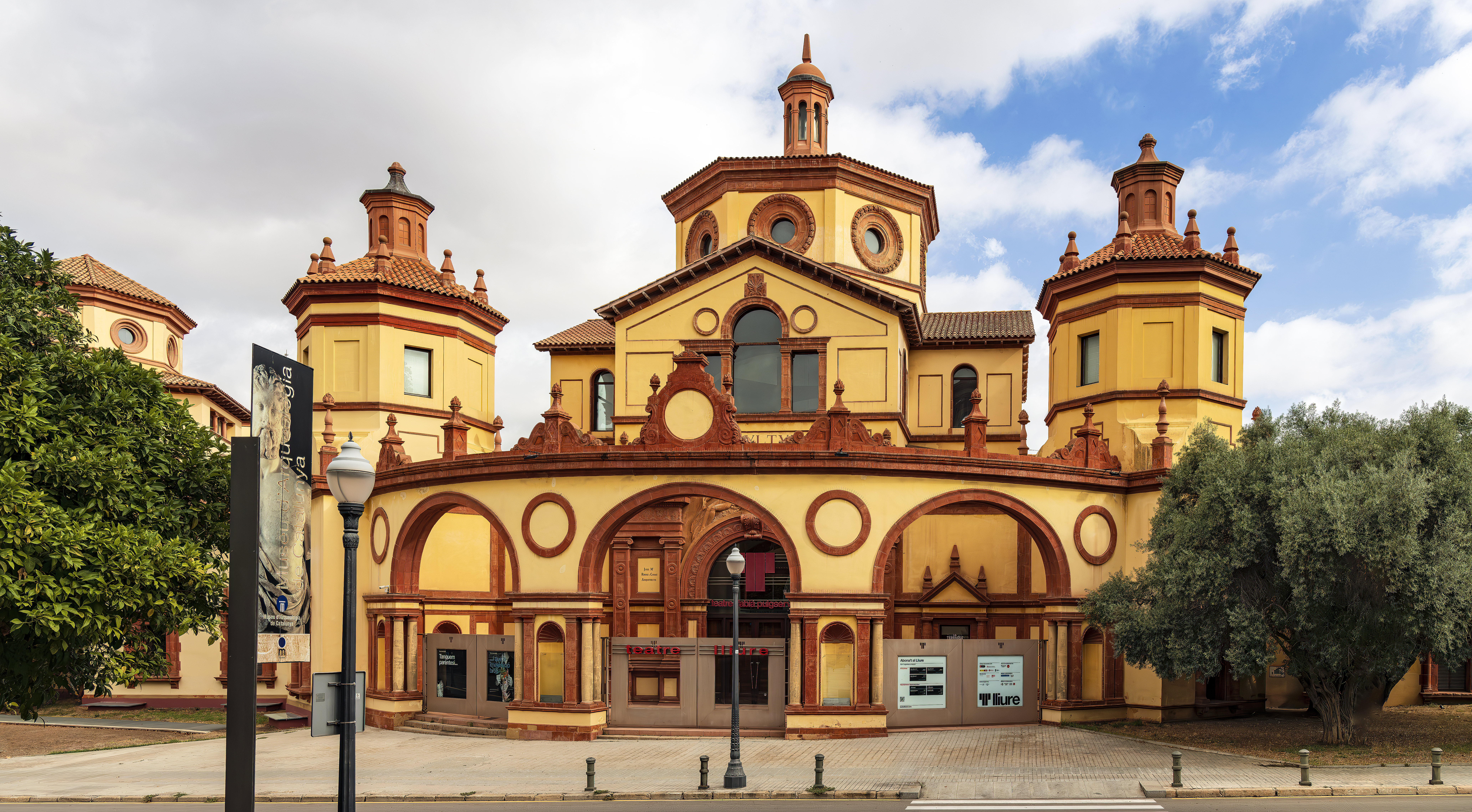
Teatro Libre
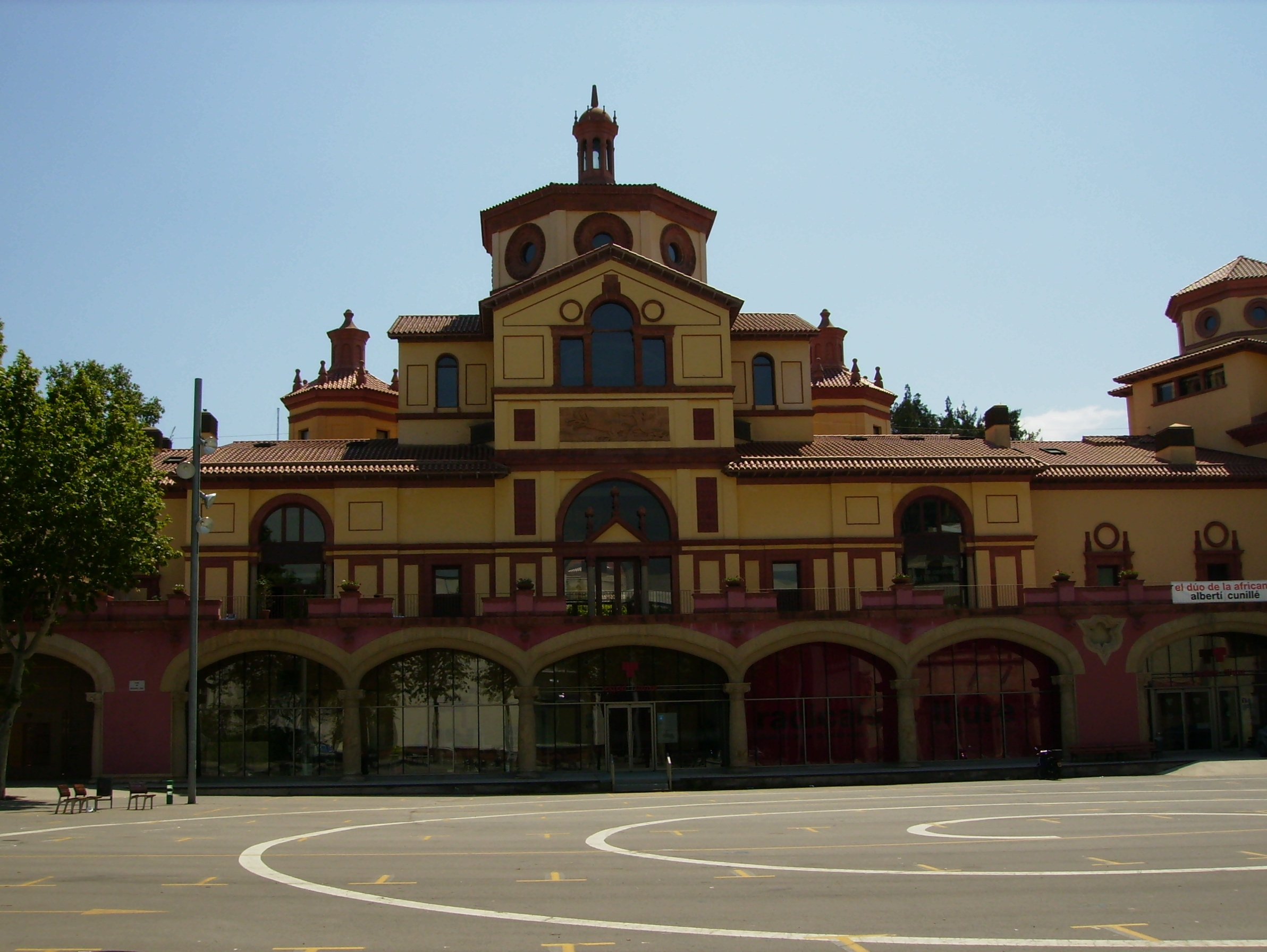
Teatro Libre
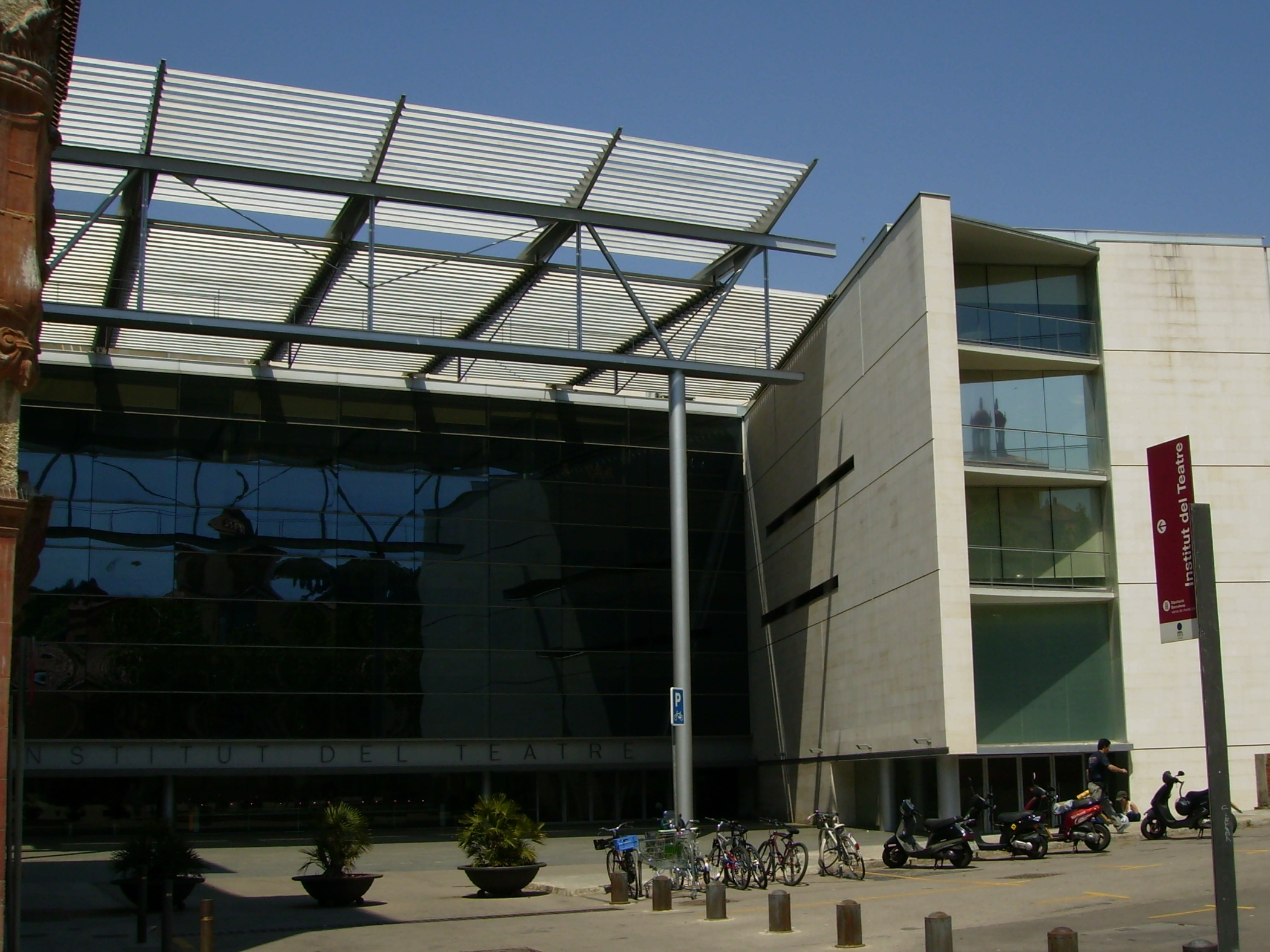
Instituto del Teatro
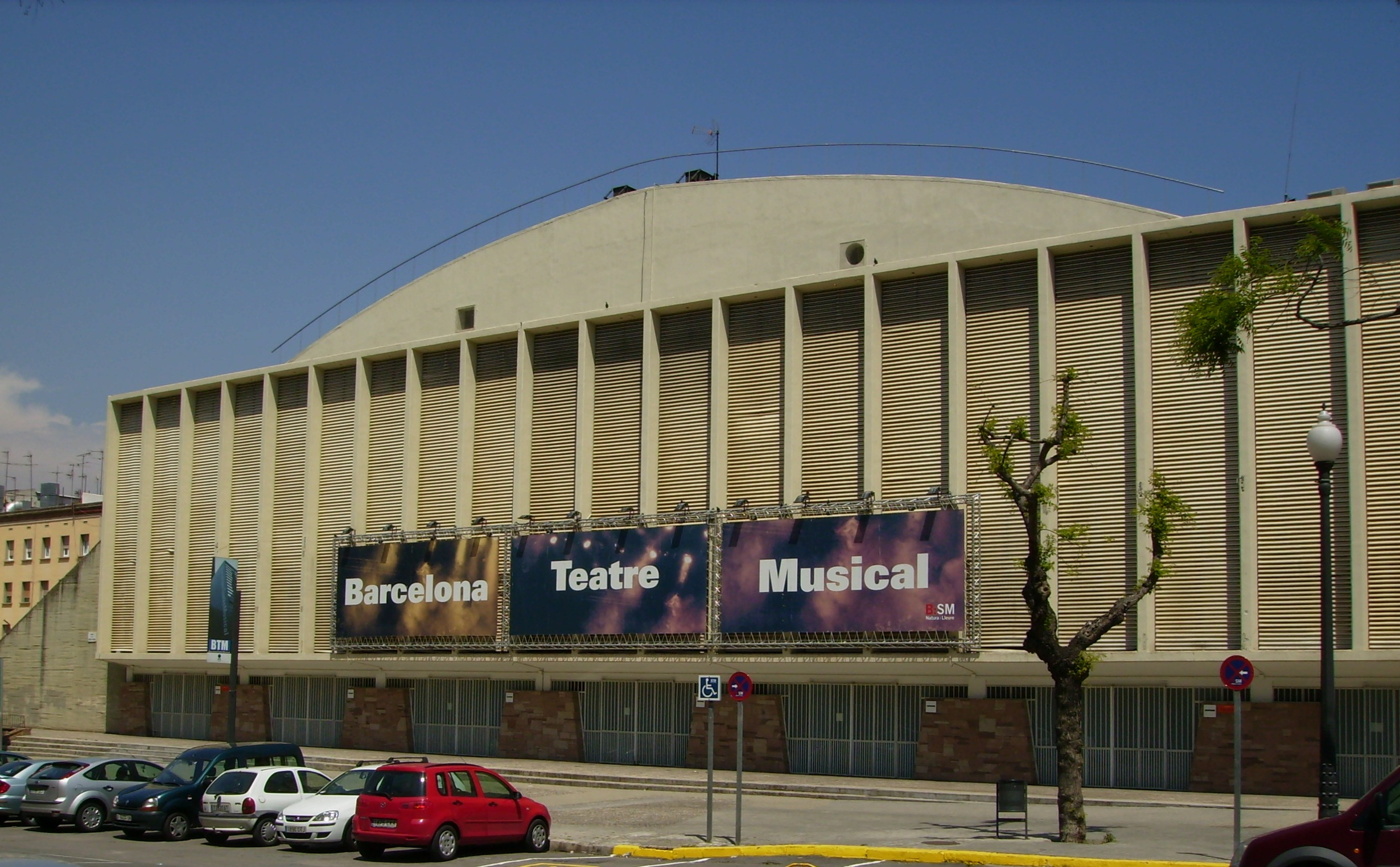
Barcelona Teatro Musical

- Datos: Q8346539